# Provinca San Juan (Dominikanska republika)
San Juan (španska izgovarjava: [ˈsaŋ ˈxwan]) je provinca Dominikanske republike.  Pred letom 1961 se je imenovala Provinca Benefactor.

## Občine in občinski okraji
Provinca je bila 20. junija 2006 razdeljena na naslednje občine in občinske okraje (D.M.-je):
| - Bohechío - Arroyo Cano (D.M.) - Yaque (D.M.) - El Cercado - Batista (D.M.) - Derrumbadero (D.M.) - Juan de Herrera - Jinova (D.M.) - La Rubia (D.M) - San Juan de la Maguana - El Rosario (D.M.) - Guanito (D.M.) - Hato del Padre (D.M.) - La Jagua (D.M.) - Las Maguanas (D.M.) - Las Charcas de Maria Nova (D.M.) - Pedro Corto (D.M.) - Sabana Alta (D.M.) - Sabaneta (D.M.) - Las Matas de Farfán - Carrera de Yegua (D.M.) - Matayaya (D.M.) - Vallejuelo - Jorjillo (D.M.) |

Spodnja tabela prikazuje števila prebivalstev občin in občinskih okrajev iz popisa prebivalstva leta 2012. Mestno prebivalstvo vključuje prebivalce sedežev občin/občinskih okrajev, podeželsko prebivalstvo pa prebivalce okrožij (Secciones) in sosesk (Parajes) zunaj okrožij.
| Občina                 | Skupno prebivalstvo | Mestno prebivalstvo | Podeželsko prebivalstvo |
| ---------------------- | ------------------- | ------------------- | ----------------------- |
| Bohechío               | 9.652               | 4.208               | 5.444                   |
| El Cercado             | 25.688              | 2.585               | 23.103                  |
| Juan de Herrera        | 12.963              | 6.952               | 6.011                   |
| Las Matas de Farfán    | 70.586              | 35.054              | 35.532                  |
| San Juan de la Maguana | 169.032             | 119.581             | 49.451                  |
| Vallejuelo             | 12.555              | 1.006               | 11.549                  |
| Provinca San Juan      | 300.476             | 154.386             | 146.090                 |

Za celoten seznam občin in občinskih okrajev države, glej Seznam občin Dominikanske republike.  